# Antoine de Chézy
Antoine de Chézy (* 1. September 1718 in Châlons-en-Champagne; † 5. Oktober 1798 in Paris) war ein französischer Hydraulik-Ingenieur. Seine Ausbildung machte er an der École Nationale des Ponts et Chaussées. Später baute er am Canal de Bourgogne (deutsch: Burgund-Kanal) mit.